# Winslow (Maine)
Winslow è un comune degli Stati Uniti d'America, situato in Maine, nella contea di Kennebec.